# ISO 55001
ISO 55001 es la norma internacional que permite certificar la Gestión de activos realizada por una organización bajo patrones internacionales. Esta norma es compatible con el resto de normas de sistemas de gestión integrados, como Calidad (ISO 9001), Medio ambiente (ISO 14001), Seguridad (ISO 45001), Eficiencia Energética (ISO 50001), etc.
Esta norma es particularmente relevante en industrias con un uso intensivo de capital y que gestionan activos físicos significativos. Fue publicada en enero de 2014 y establece requisitos específicos no solo para la implementación y el mantenimiento de un activo, sino también para su mejora a través de un sistema de gestión de activos. Es heredera de la norma británica PAS-55, pero amplia el alcance de esta, que solo incluía activos físicos, a cualquier tipo de bienes o recursos con valor para una organización, sea esta una empresa o no.
El fin último de la certificación bajo norma ISO 55001 es crear un nuevo sello que garantice a clientes, inversores y a la sociedad en general que la gestión del patrimonio y los recursos de una organización están en manos profesionales.
Otras normas de la misma familia son la ISO 55000 (definiciones) y la ISO 55002 (guía de implantación).